# Cão de guarda

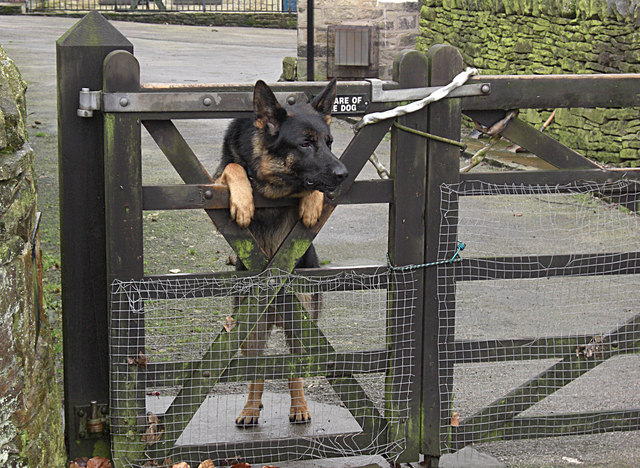
Cão pastor-alemão num portão ao lado de pequena placa que alerta "cuidado com o cão".

Um cão de guarda é um cão empregado em guardar ou vigiar locais contra intrusos, repelindo ou neutralizando ameaças, aproveitando o instinto de proteção ao território e à matilha, herdado dos lobos.

## Origem
A origem dos cães de guarda modernos está atrelada aos milenares cães guardiões de gado  (em inglês: Livestock guardian dogs - LGD) como o Kangal, o Alabai, o mastim persa, o mastim-do-himalaia, e etc, dos quais provavelmente todos os mastins e cães de guarda modernos descendem. Cães deste tipo milenar, frequentemente grandes, são utilizados até hoje para proteger o gado ovino contra predadores, sendo fortes e corajosos o suficiente para repelir, atacar e até matar lobos e ursos que representem perigo aos animais de criação. Seu instinto de proteção foi aproveitado e adaptado com o crescimento da urbanização, passando atuar em cidades, protegendo residências e propriedades. 

## Cães de proteção
Além do cão de guarda (Guard dog) propriamente dito, existe o cão-vigia (Watch dog) ou cão de alarme, e o cão de proteção pessoal (Personal protection dog). Todos latem para alertar seus donos da presença de um intruso, porém as similaridades param nesse ponto.
O latido é uma tentativa de espantar o intruso, mas o cão de guarda (guard dog) pode ir além, reprimindo ou atacando-o fatalmente, agindo de forma independente. Algumas raças são excelentes cães de vigia (watch dog), mas não tão bons cães de guarda (guard dogs), como por exemplo o spitz alemão anão, que apesar de latirem alto para alertar seus donos de intrusos, não têm comportamento agressivo ou porte e aptidão para reprimir ou atacar.
Quanto ao cão de proteção pessoal, este é treinado para proteger um indivíduo específico diante de situações de perigo e para atacar sob comando deste, como uma espécie de guarda-costas pessoal canino. Os cães de proteção pessoal não precisam ser territoriais, já que não possuem a função de defender o território ou residência, e agem na presença do dono ou familiar, mas necessitam ser protetores com seus entes queridos, além de possuir coragem, porte e um bom drive de caça. Os cães de proteção pessoal são bastante utilizados para proteger indivíduos contra assaltos, sequestros e agressões diretas, principalmente em vias públicas, a pé ou em veículos.
Assim como existem cães aptos para apenas uma função, existem cães multifuncionais, que podem atuar como cão de guarda, cão de vigia e até cão de proteção ao mesmo tempo.

## Adestramento

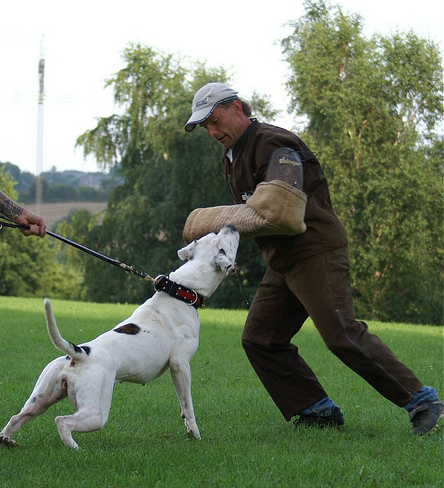
Cão da raça Buldogue americano, em treinamento para aprimorar técnica de mordida e autoconfiança.

O adestramento é considerado altamente necessário para todos os cães de guarda, uma vez que o controle do cão é necessário, e que a inexperiência do cão pode afetar sua eficácia em uma situação inesperada. Fatores como não saber como reagir a invasão de uma pessoa estranha, medo de uma situação nova, técnica de mordida inapropriada e falta de autoconfiança, tudo provocado principalmente pela inexperiência, são relatados em casos reais onde o cão foi ineficaz. Apenas em casos raros de cães fenômenos com autoconfiança naturalmente muito elevada, certos indivíduos inexperientes conseguiram repelir intrusos, mas muitas vezes sem a técnica de mordida mais eficaz, alongando o combate e trazendo danos para ambos.
No adestramento de um cão de guarda, o adestrador profissional e o figurante (o qual usa traje de proteção e é mordido pelo cão) buscam a dessensibilização do cão, mostrando situações novas com pessoas, objetos e sons, aumentando o nível de estresse gradualmente, aumentando a autoconfiança do cão, induzindo a melhor forma de reagir e onde morder, aprimorando a técnica de mordida para que seja duradoura, firme e com a "boca cheia", e adicionando comandos de controle, como por exemplo, comandos para atacar e para interromper o ataque. 
Em casos nos quais os intrusos mais comuns são humanos, como na zona urbana, cães de guarda de porte médio a grande são adestrados simplesmente para reprimir ou imobilizar o intruso mordendo os membros superiores ou inferiores e interromper o ataque sob o comando de seu dono, quando este chega. 
Ocasionalmente cães de guarda são treinados para atacar fatalmente intrusos humanos, mordendo áreas específicas que não sejam apenas membros, ainda que essa prática seja ilegal em alguns países. Treinamento similar é aplicado a cães militares.

## Raças

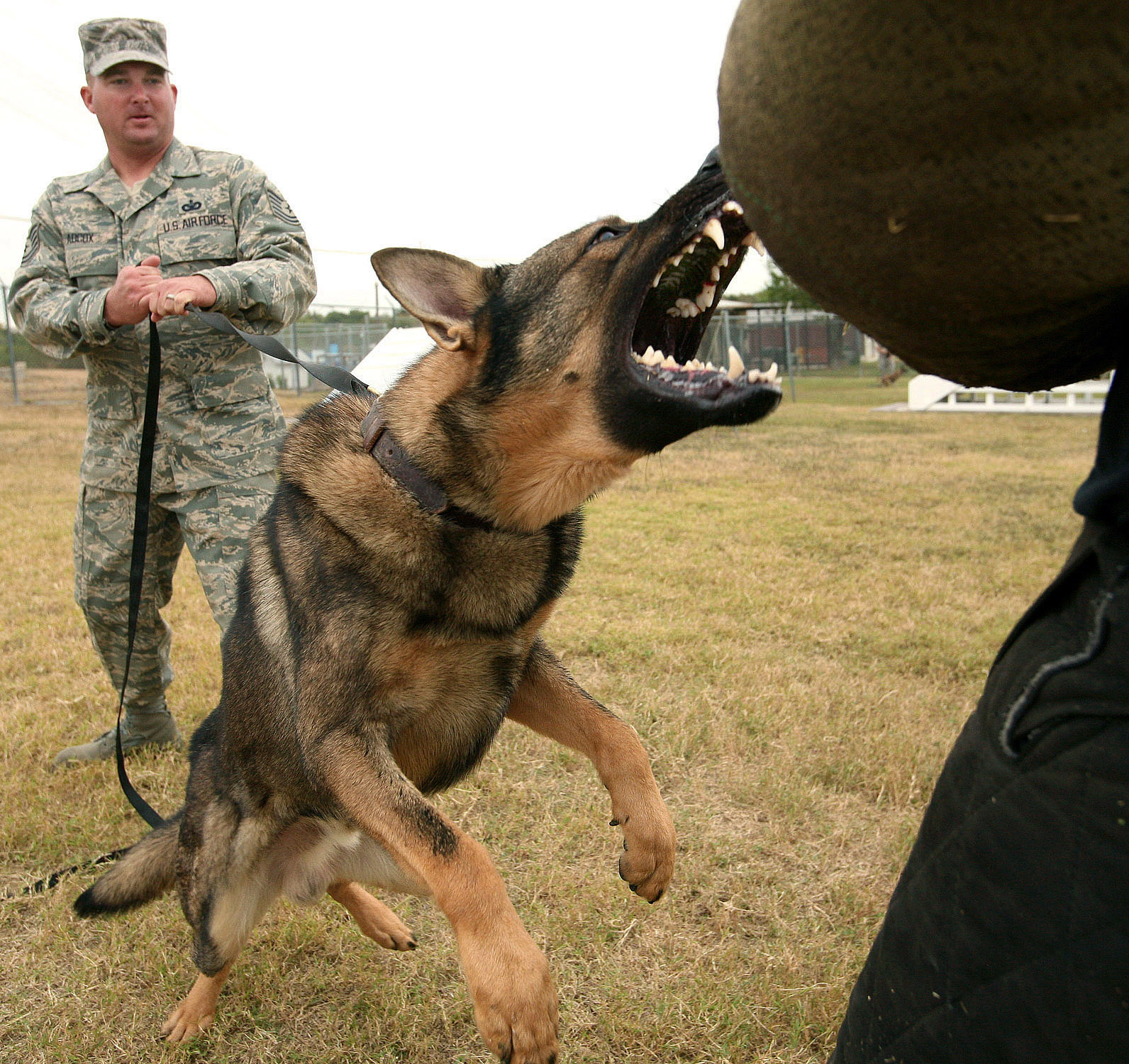
Pastor-alemão em treino militar

Algumas raças ou tipos de cães são mais tradicionalmente utilizadas para a função de cão de guarda, algumas delas são:
- Alabai
- American staffordshire terrier
- Boerboel
- Buldogue americano
- Buldogue campeiro
- Bulmastife
- Boxer
- Bull terrier
- Cane corso
- Doberman
- Dogo argentino
- Dogue brasileiro
- Fila brasileiro
- Mastim do cáucaso
- Original fila brasileiro
- Pastor-alemão
- Pastor-belga-malinois
- Pastor holandês
- Presa canário
- Rhodesian ridgeback
- Rottweiler